# Heinrich Georg Wilhelm Graf Finck von Finckenstein

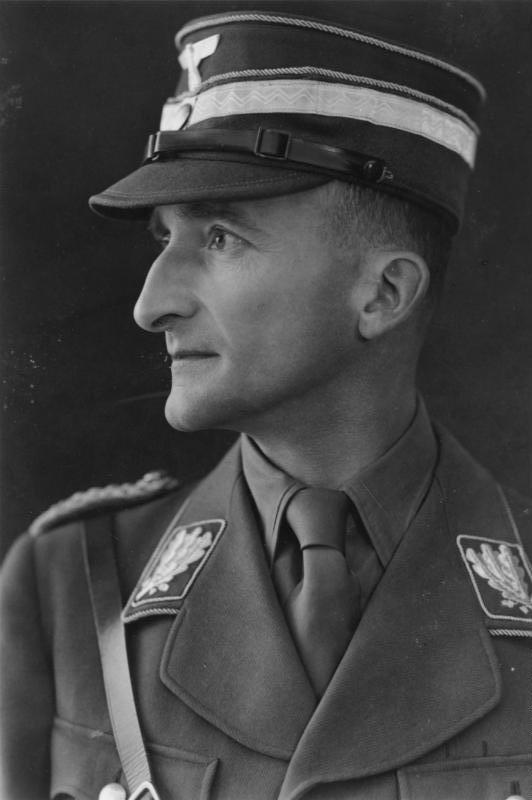
Heinrich Graf Finck von Finckenstein, hier als SA-Gruppenführer

Heinrich Georg Wilhelm Graf Finck von Finckenstein (* 22. November 1894 in Ober-Eisersdorf, Landkreis Glatz, Provinz Schlesien; † 19. Februar 1984 in Bielefeld) war ein deutscher Politiker (NSDAP) und Obergruppenführer (SA).

## Leben und Wirken
Seine Eltern waren der Gutsbesitzer Heinrich Finck von Finckenstein (1855–1939) und dessen zweite Ehefrau Sophie Freiin von Münchhausen (1858–1920). Nach dem Besuch eines humanistischen Gymnasiums in Greifenberg in Pommern nahm er von 1914 bis 1918 als Fahnenjunker, später als Zugführer, mit dem Dragoner-Regiment „von Bredow“ (1. Schlesisches) Nr. 4, am Ersten Weltkrieg teil. Von 1919 bis 1922 gehörte er den Freikorps „Freiwillige Sturmabteilung Schlichtingsheim“ und 3. Marine-Brigade von Loewenfeld an. Außerdem war er Kompanieführer im Bataillon Schlageter. In dieser Zeit nahm er an der Niederschlagung der drei polnischen Aufstände in Oberschlesien, an Straßenkämpfen in Kiel während des Kapp-Putsches und an Kämpfen im Ruhrgebiet teil. 1922 wurde er schließlich als Oberleutnant a. D. verabschiedet.
Von 1923 bis 1933 verdiente Finckenstein seinen Lebensunterhalt als Landwirt. Im Juni 1923 trat Finckenstein in die NSDAP ein, der er sich nach ihrem vorübergehenden Verbot in der Zeit von Ende 1923 bis Frühjahr 1925 zum 25. September 1925 erneut anschloss (Mitgliedsnummer 19.599). 1929 wurde er außerdem Mitglied der Sturmabteilung (SA). Er übte somit innerhalb seines Adelsgeschlechts eine Vorbildfunktion aus.
Nach der Machtübertragung an die Nationalsozialisten wurde Finckenstein im April 1934 zum SA-Oberführer ernannt. Im August 1936 übernahm Graf Finckenstein die Führung der SA-Gruppe Schlesien, vermutlich mit dem Dienstrang Brigadeführer (Generalmajor). Seine offizielle Ernennung zum Führer der Gruppe Schlesien und die Beförderung in den Rang eines Gruppenführers erfolgte allerdings erst im Mai 1937. Am 20. Juni 1939 wurde Finckenstein in den Stab der Obersten SA-Führung in München versetzt. In der SA wurde Finckenstein Ende Januar 1941 zum Obergruppenführer befördert.
Bei der Reichstagswahl 1936 kandidierte Finckenstein, ohne ein Mandat zu erhalten. Von Mai 1938 bis zum Ende der NS-Herrschaft im Frühjahr 1945 war er Abgeordneter für den Wahlkreis 8 (Liegnitz) im nationalsozialistischen Reichstag. Seit 1937 war Finckenstein Mitglied im Preußischen Provinzialrat der Provinz Schlesien. Im März 1942 wurde er zum ehrenamtlichen Richter am Volksgerichtshof ernannt. Nach 1943 war er Major beim Landesschützenersatzbataillon 4 in Glauchau.
Nach dem Zweiten Weltkrieg lebte Finckenstein in Westfalen bei Bielefeld.